# Донцов, Максим Иванович
Макси́м Ива́нович Донцо́в (1914-1985) — старший лейтенант Советской Армии, участник Великой Отечественной войны, Герой Советского Союза (1945).

## Биография
Максим Донцов родился 25 мая 1914 года в станице Упорная (ныне — Лабинский район Краснодарского края) в крестьянской семье. Окончил начальную школу, после чего работал мастером на кирпичном заводе № 1 в Кропоткине. В 1940 году Донцов был призван на службу в Рабоче-крестьянскую Красную Армию. С июня 1941 года — на фронтах Великой Отечественной войны. К апрелю 1945 года старший лейтенант Максим Донцов командовал ротой 312-го стрелкового полка 26-й стрелковой дивизии 43-й армии 3-го Белорусского фронта. Отличился во время штурма Кёнигсберга.
5 апреля 1945 года в ходе прорыва вражеской обороны на подступах к Кёнигсбергу рота Донцова сумела без существенных потерь преодолеть три минных поля, проволочные заграждения, загромождения, противотанковые рвы и одной из первых ворвалась в город. Во время уличных боёв пулемётным огнём Донцов лично уничтожил две вражеские огневые точки. В бою он получил тяжёлое ранение, но поля боя не покинул, продолжая сражаться.
Указом Президиума Верховного Совета СССР от 19 апреля 1945 года старший лейтенант Максим Донцов был удостоен высокого звания Героя Советского Союза с вручением ордена Ленина и медали «Золотая Звезда».
В 1946 году Донцов был уволен в запас. Проживал в Армавире, работал мастером на местной швейной фабрике. Скончался 20 июня 1985 года.
Был также награждён орденами Отечественной войны 1-й и 2-й степеней, Красной Звезды, а также рядом медалей.